# مخطاط عمل

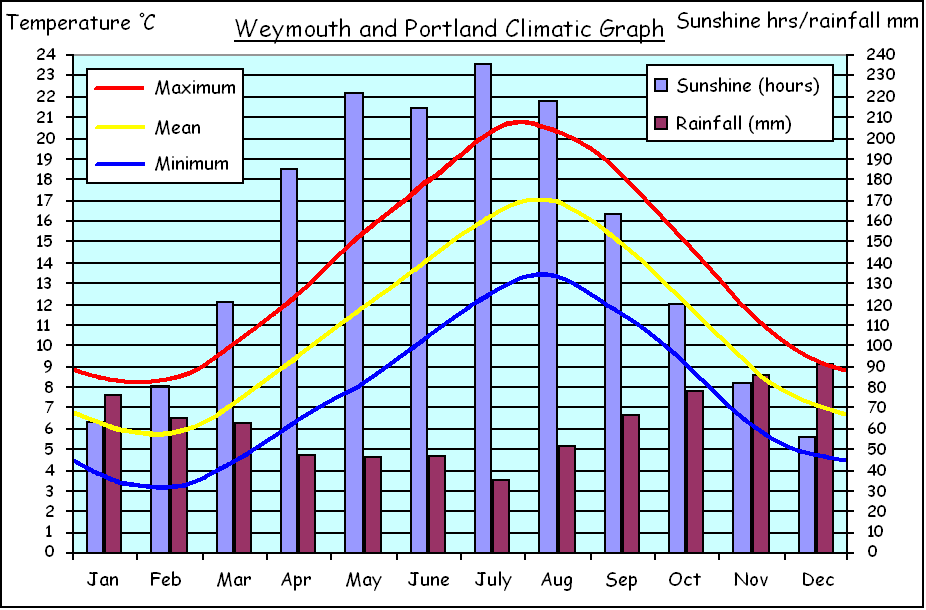
This graph of the climate of وايمث and the جزيرة بورتلاند over the cycle of the year is a cartesian form ergograph.

المِعْضَال أو مِخطاط العمل أو مخطط عمل هو جهاز أخترعه أنجيلو موسو لتسجيل لفة الجهد العضلي.

## التركيب
- أجهزة لتثبيت اليد مثبته على داعم مستقر، توضع اليد بحيث يبقى أصبع واحد حر.
- جهاز لتثبيت ثقل مع قضيب الي يتحرك مع حركة الأصبع سواء تقريب أو تبعيد.
- القضيب المتحرك بدورة متصل مع نظام لتسجيل اللفة.

## طريقة العمل
يجب على العضل أن يرفع ثقل ما.الثقل يبقى ثابت لكن بعد عدد معين من الرفعات لا يمكن رفعها من جديد لنفس الأرتفاعات.